# Seiko Matsuda Concert Tour 2002 Jewel Box
『Seiko Matsuda Concert Tour 2002 Jewel Box』（セイコ・マツダ・コンサート・ツアー・2002・ジュエル・ボックス）は、松田聖子のライブ・ビデオ。2002年11月20日発売。
発売元はSony Records。

## 解説
同年6月～8月に行われたコンサート・ツアーからツアー初日さいたまスーパーアリーナ公演の模様を収録したDVD。
実際の公演では「Believe in Love」と「all to you」の間に「今夜はドント・ストップ』、『ホリデイ』、『セプテンバー』のカバーが披露されているが本作には未収録である。
ゲストとしてSAYAKAが登場。デビュー曲「ever since」を披露の他、アンコールにも参加した。

## 収録曲
1. 時間の国のアリス
2. ピンクのモーツァルト
3. 未来の花嫁
4. チャペルの小径
5. Kimono Beat
6. パイナップル・アイランド
7. マイアミ午前5時
8. セイシェルの夕陽
9. Believe in Love
10. all to you
11. あなたに逢いたくて〜Missing You〜
12. 赤いスイートピー
13. ever since（SONG by SAYAKA）
14. 素敵な明日
15. 素敵にOnce Again
16. さよならの瞬間
17. 輝いた季節へ旅立とう
18. 20th Party